# 庄内事件
庄内事件（しょうないじけん）は、1956年2月2日に京阪神急行電鉄（阪急電鉄）宝塚線庄内駅で発生した、乗客による列車妨害事件。故障で立ち往生した列車の乗客が、阪急電鉄の事故対応の不手際に怒り、線路上に降りて別の電車の前後に立ちふさがったことから、別名を電車通せんぼ事件と呼ぶこともある。
背景には、当時の阪急宝塚線の輸送力と車両の質が、同社の神戸線・京都線に大きく劣ることに乗客が不満を抱いており、その格差解消を求めたこともあげられる。これら3幹線が十三駅で一堂に会し、梅田駅まで併走する阪急ならではの事件とも見られる。

## 事件発生まで（焼け石に水の大型化）
1910年に開業した阪急宝塚線は、同時期に開業した阪神本線や近鉄奈良線同様車両限界が小さかったことから、阪急創業時に製造された1形をはじめ、51形、300、320形、380形、500形、550形といった車体長15m前後、車体幅2.4〜2.5mの小型車両が戦前は単行から3両編成、戦後は3〜5両編成を組んで運行されていた。
もっとも、宝塚線の車両大型化は、神戸線から捻出される小型車がなくなりつつあったことから、戦前の1934年前後に具体的に検討されたことがあった。しかしながら、当時の宝塚線の輸送需要などから大型車の導入は見送られることとなり、神戸線の900、920系を小型化した320、380、500の各形式が続々と増備され、戦後の1948年に登場した550形も含めて1951年4月1日時点で139両の小型車が在籍することとなった。
戦後の混乱期から復興期にかけて、外地からの引揚者や空襲で家を失った大都市居住者が都市近郊の鉄道沿線に転居したことから、大都市近郊の鉄道路線は急増する需要に対して抜本的な対策をとることが求められるようになった。宝塚線においても例外ではなく、利用者の急増に対して車両の大型化で対応することとなった。当時の阪急は各線区で車体寸法や床下機器の配置がまちまちであったことから、京阪分離直後の1950年に100形 (P-6)の車体長と800系の車体幅を持つ阪急標準車体寸法を制定、同年にはこれをもととした神戸線用の810系と京都線用の710系を製造、宝塚線においてはこれらの車両が入線できるように規格の向上が実施されることとなった。規格向上工事は1951年7月に開始され、施設面では線路中心間隔の拡大やホーム縁石の後退、橋梁の補強架け替え、架線柱や信号機の移設、ポイントの改良、車両面ではステップの取り付けなど大掛かりな工事が行われた。工事は順調に進んで1952年3月9日に箕面線も含めた全駅のホーム後退が実施され、3月15日には梅田駅 - 池田駅間及び石橋駅 - 箕面駅間の工事が完成、翌日から同区間で大型車の運行が開始された。同年9月30日には残る池田駅 - 宝塚駅間の工事も完成、翌10月1日からは全線において大型車が運行されることとなった。
大型化を機に810系のうち814-864〜817-867の2両編成×4本が配属されたのをはじめ、600系2両編成×8本が神戸線から転入、入れ替わりに宝塚線からは今津線向けに1,51形を中間に組み込んだ300,320形の3両編成×9本が転出した。引き続いて戦中戦後の酷使で老朽化の著しい木造車の51形を鋼体化して置き換えることとなり、1953年からは既存の小型車間で振り替えを行って捻出した台車及び電装品と新造した車体を組み合わせた610系が製造された。610系は車体長こそは小型車と同じ15m級であるが、車体幅は阪急標準車体寸法を採用しており、社内では中型車と呼ばれていた。51形の610系への改造も順調に進み、1955年後半になると大半の車両が610系への更新を済ませ、以前に鋼体化改造を行っていた51-78の2両を除くと、残るは8両のみとなっていた。
こうして車体の大型化を推進することで輸送力の増強を着実に図っていたが、急増する需要の前には焼け石に水の状態であった。確かに、小型車4両編成では90人×4両で360人、5両編成では90人×5両で450人の輸送定員に対して、大型車4両編成では140人×4両で560人、中型車4両編成では阪急初の中間電動車を採用したことから4両編成で小型車5両編成と同等の先頭車110人×2+中間車115人×2の450人と、数値上の輸送力は増加した。ただし、この増強分は、従来駅で積み残していた分の乗客を、車両の大型化によって積み残されることなく乗車することができるようにしただけのことであって、混雑は一向に緩和されることはなく、時には乗務員室を開放して乗客を運ぶこともあった。
このように宝塚線の改善は進んでいたものの、610系への改造以外は同時期に新車の導入はなく、大きなスピードアップも行われなかったことから、乗客の側からは十三 - 梅田間で併走する神戸線に対して、列車本数こそは神戸線より多いものの、全列車大型車の神戸線に対して依然小型車の多い宝塚線、速い神戸線に対して遅い宝塚線といった格差を見せ付けられるだけでなく、同区間で同じ線路上を走る京都線急行の100形と710系も、本数こそ少ないものの、宝塚線の利用者にとっては目に付く存在であった。こうした宝塚線の改善状況の遅さに対して、乗客はいらだちと次々と新車が投入されている（ように見える）神戸・京都両線へのコンプレックスを持つようになり、一向に緩和されない混雑と日常的に発生する列車の遅延とあいまって、乗客の不満は次第に鬱積していった。

## 事件発生から収束まで
1956年2月2日7時40分ごろ、服部 - 庄内駅間にて、箕面発梅田行き準急電車（4両編成）の3両目台車のイコライザーバーが折損して立ち往生した。乗務員は電車をその場で応急修理するとともに、乗客を降ろして徒歩で庄内駅にまで誘導することとなった。その際に故障した電車の乗客に対して、「庄内駅に空車を回送して、その電車で梅田まで運ぶ」と案内、納得した乗客は約1.5kmほど歩いて庄内駅にたどり着いた。また、故障車の後ろには、後続の電車が各閉塞区間の赤信号で停車し、故障車から乗客が降りたのを見た後続の電車の乗客も、運転再開の見通しが立たないことから続々と電車から降りて歩き出し、庄内駅は1時間足らずの間で1,000人近い乗客でごった返した。
ところが全体的に連絡が不十分で、線内の各駅及び後続の電車に庄内駅とその周辺の状況、それに故障車の乗務員が「空車を回送して梅田まで運ぶ」と案内したことが伝わっていなかった。このため、乗客が庄内駅に着いても空車の回送電車は一向に来ず、運転再開後庄内駅に到着する後続の電車はいずれも満員で自分たちが乗れないことに対して乗客の怒りが爆発。線路上に降りて入線してきた梅田行き電車と宝塚方面行き電車の前後に立ちふさがり、「約束どおり空車を回送してまず我々を運べ。それまで後の電車は通さない」と、ピケットラインを張って電車を動けなくさせた。このため、後続の電車が各閉塞区間で立ち往生し、梅田方面の上り線では曽根駅まで数珠つなぎ状態となってしまい、宝塚線は運行マヒ状態に陥った。庄内駅からの第一報を受けた駅長所在駅の豊中駅は駅員を2名急派して、庄内駅で出番の3名の駅員とともに事態の沈静化に務めたが、｢会社に遅刻した」｢今日の（日雇いの）職にあぶれた」「宝塚線は神戸線に比べてサービスが悪い。阪急の対応は全くなっていない」などと激昂して線路上にあふれかえる群衆の前にはなす術もなかった。
駅からの通報を受けた大阪府警は機動隊1個中隊など200名の警官を庄内駅に派遣して事態の沈静化を図ったが、1,000名を超え、駅前商店街にまであふれた大量の群集には強硬手段を取れず、騒ぎが駅以外に拡大しないように努めるとともに、本部長命令で機動隊の車両から非番のパトカー、豊中警察署のトラックを動員して乗客の輸送に追われた。事件発生の一報を受けた電鉄本社では、阪急バスを庄内駅に派遣して警察とともに乗客を輸送する一方、専務・小林米三が現場に急行した。小林は庄内駅に到着すると、立ち往生した電車の貫通幌の桟板の上に立ち、電車を取り囲む乗客からの罵声や怒号が飛び交う中、事態の沈静化のために自ら説得した。当初は激昂して小林に罵声を浴びせていた乗客らも、次第に耳を傾けるようになって減っていき、神戸線から空車の800系4両編成が当初の案内どおり入線したため、乗客もようやく納得して11時前にピケットラインを解散し、3時間ほどでついに事態は解決した。
この事件は在阪大手私鉄の主要路線で起きた大事件のために、当日の夕刊では「ラッシュ時の珍事 線路上に千人居座り 事故がきっかけで三時間の混乱」や「怒った乗客 電車を止める」などと大々的に報じられた。その中での乗客のインタビューでは、「宝塚線は日頃から遅れてばかり」｢神戸線とは比較にならない」と日頃の不満をぶつけたもの、｢（阪急側が）きちんと説明しておけばこんな大騒ぎにならなかった」というものがあった。

### 他駅への波及
庄内駅での騒ぎは収束したが、梅田駅では、9時以降からバスや警察車両で到着した乗客に遅延証明書を発行する業務に追われた。運転再開後は梅田駅に到着した電車から降りた乗客が一度に殺到したことから、遅延証明書の発行業務はピークに達し、併せて浴びせられる苦情などで駅員が手をつけられないほど大混乱したが、曾根崎警察署から警察官30数名が駆けつけて整理に当たり、次第に混乱は収拾した。しかし、それでも怒り心頭に発した乗客約200名が、正午ごろから梅田駅の事務室に詰めかけて神戸線との格差をはじめ日頃の不満をぶつけた。阪急側では急遽運輸部長が出て釈明に当たったが、乗客は数時間もの間抗議行動を繰り広げ、夕方ラッシュ時に及びそうになったことから、阪急側から彼らに対して昼・夕食費の名目で一人当たり1,000円を渡したことで、ようやく引き揚げた。また、曽根駅においても一部の乗客が連絡の不手際に怒って座り込みを行ったが、運転再開後の11時過ぎに引き上げた。

## その後
事件を報道した夕刊の記事の中で小林の談話が紹介されていたが、その内容は、「騒ぎが大きくなったのは日頃の不満が爆発したからだ」という乗客からの話を紹介するとともに、4両編成から5両編成への増結を図るという輸送力の増強を約束したものであった。実際に1950年代後半の車両増備は宝塚線を中心に実施されることとなり、事件直後の1956年3月には51形の610系への更新を完了させ、同年8月には1形の車体更新を名目に旧型車各形式間でやりくりして捻出した台車及び電装品と1010系と同様の車体を組み合わせた1200系を製造して、全車宝塚線に投入、同年10月には神戸線向けの1010系の宝塚線向け車両である1100系が、1010系に1か月先んじて竣工した。1957年11月には1200系の中間電動車1230形を製造して宝塚線で阪急初の大型車による5両編成での運行を開始した。1960年代に入ると宝塚線への2100系や2021系の直接投入や神戸線への2000系投入による920系の宝塚線転属によって1963年12月までに宝塚線予備及び箕面線用として残された500,550形を除く小型車が全車今津、伊丹、甲陽の各線に転出、神戸、京都両線と遜色ない車両陣容に改善され、輸送力の増強も果たすことができた。

### 庄内事件による鉄道培養バス路線の競争激化
大阪市営バスを運行する大阪市は、戦時中に疎開などして大阪市周辺に移住した大阪市民の輸送は市営バスが行うべきだとして、1953年11月に大阪市～豊中市を結ぶバス路線の申請をおこなった。これに対して、豊中市は1954年3月28日の豊中市議会において、大阪市に対して市営バス乗り入れを強く要望することを議決し、大阪市に陳情書を提出した。また、1954年11月に豊中市桜塚本通に本社をおく豊中バス株式会社は、阪急系列の同一資本独占の弊害を理由に、梅田～豊中市内を結ぶ路線バスの認可申請を行い、すでに阪急宝塚線の培養路線として運行されていた阪急バス阪北線と競合することとなった。
豊中市は、庄内事件の発生を受けて、豊中市市議会交通対策特別委員会において1957年1月に『豊中市交通問題』として市民アンケートを行ったところ、朝夕の混雑に辛抱できないと回答した市民は8割を超えた。さらに、梅田～豊中間を運行する阪急バス（阪北線）に対しても、運行回数は少ないと答えた市民は8割程度、車両とサービスが悪いと答えた市民は6割を超え、阪急電鉄や阪急バス阪北線に対する競争路線の必要について、9割強の市民が「競争線の必要を強く要望する」または「必要あり」と回答した。2月4日、豊中市議会議長の西田秀景は大阪市に対して『豊中市内交通対策に関する決議』として、大阪市の市営バス乗り入れを強く支持する立場をとった。
こうした競合に対して、1957年5月に運輸省は公聴会を実施するが、事案の重大性により結論を出すことができなかった。1958年3月、運輸省の都市交通審議会大阪部会は運輸大臣に対して「大阪市及びその周辺における都市交通に関する答申」を提出し、バス5原則の1つとして「市営バスの隣接都市中心部付近までの延長については、今までの実情に応じ、順次実施すること」として、1959年12月には大阪市営バスには免許が下りた一方で、豊中バスの申請は却下された。
大阪市営バスは、1960年4月20日より111号系統をあべの橋～大阪駅前～豊中間で運行を開始するが、1977年4月に豊中市乗り入れを廃止した。また、阪急バスは、阪北線のうち豊中市内～十三・梅田間を結ぶ路線を、2020年10月と2023年11月に廃止した。
なお、かつて庄内事件によって阪急グループに対抗する姿勢をとっていた豊中市は、2021年4月に阪急バスと「豊中市内における路線バス運行にかかる協定」を締結し、相互に協力関係を築くことになった。